# مسجد ناكوري
مسجد ناكوري، هو مسجد تاريخي بُني على الطراز المعماري السوداني يقع في قرية ناكوري، جنوب غرب وا في منطقة غرب أبر في غانا. 

## التاريخ
يعتقد أنه بُني في أوائل القرن السابع عشر، عندما اتبع محاربو ماندي طرق التجارة السونغهاي القديمة جنوبًا إلى ما يُعرف حاليًا بغانا.

## الوصف
المسجد مصنوع من هياكل ذات إطار خشبي تدعم السقف المسطح المصنوع من الطين. 
تم تعزيز الأخشاب لتبرز من الخارج واستخدمت كسقالة أثناء أعمال التجصيص والبناء.
يحتوي المسجد على سلسلة من الدعامات غير المنتظمة الشكل مع قمم بارزة فوق الحاجز، وتحتوي المداخل على تجاويف مثلثة تقع أعلاها.